# Házi őrizet
A házi őrizet a mozgási szabadságot és a tartózkodási hely szabad megválasztásához való jogot korlátozó kényszerintézkedés, amit a büntetőeljárás eredményessége érdekében a terhelttel szemben kizárólag a bíróság jogosult elrendelni. Házi őrizet elrendelése esetén a bíróság által kijelölt lakást és az ahhoz tartozó bekerített helyet a terhelt csak a bíróság határozatában meghatározott célból, különösen a mindennapi élet szokásos szükségleteinek biztosítása vagy gyógykezelés céljából az ott írt időben és távolságra hagyhatja el.
Hatályos magyar szabályozása az 1998. évi XIX. törvény VIII. fejezet III. címében található.